# وگا (کالیفرنیا)
وگا، کالیفرنیا (به انگلیسی: Vega, California) یک منطقهٔ مسکونی در ایالات متحده آمریکا است که در شهرستان مونتری، کالیفرنیا واقع شده‌است.

## خصوصیات
وگا ۱۹ متر بالاتر از سطح دریا واقع شده‌است.